# Yachiyo (Chiba)
Pour les articles homonymes, voir Yachiyo (homonymie).
Yachiyo (八千代市, Yachiyo-shi) est une ville de la préfecture de Chiba, au Japon.

## Géographie

### Situation

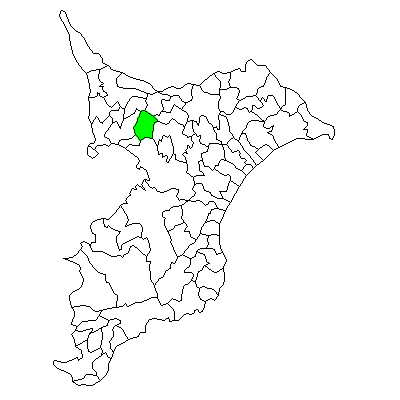
Situation de Yachiyo dans la préfecture de Chiba.

Yachiyo est située dans le nord-ouest de la préfecture de Chiba, sur l'île de Honshū, au Japon. Elle s'étend au nord-est de la baie de Tokyo sur 8,1 km d'ouest en est et sur 10,2 km du nord au sud.

### Démographie
Au 1er janvier 2019, la population de Yachiyo était de 198 950 habitants répartis sur une superficie de 51,39 km2.

## Histoire
Le bourg de Yachiyo a été fondé le 1er janvier 1954. Il a acquis le statut de ville en 1967.

## Transports
Yachiyo est desservie par la ligne principale Keisei et la ligne Tōyō Rapid qui se croisent à la gare de Katsutadai.

## Jumelages
Yachiyo est jumelée avec la ville de Tyler, Texas, États-Unis.

## Symboles municipaux
Les symboles municipaux de Yachiyo sont le rhododendron et la rose.